# タイガートラウト
タイガートラウト（虎鱒）はブラウントラウト（Salmo trutta）とブルックトラウト（カワマス）（Salvelinus fontinalis）の生殖能力のない異種交配の雑種第一代(F1)である。タイガーの名称は明瞭なその虫食い模様に由来し、それはまるでトラの縞模様を連想させる。タイガートラウトは84の染色体を持っているカワマスと80の染色体を持っているブラウントラウトとの自然では稀な現象である。記録は1944年まで遡って例を示すことができる。
タイガートラウトは、孵化場によって育つのに充分確実に生産することができる。これはカワマスの魚精でブラウントラウトの卵を受胎させることでなされる。そして熱がこれら卵にショックを与える。そしてそれは染色体の余分な一組の作成を引き起こし、生存率を5パーセントから85パーセントまで飛躍的に増加させる。この評価は一般的ではないものの、タイガートラウトは自然の種より早く成長することが報告された。そして彼らはスポーツフィッシングのために広く放流された。

## 養殖と野生
北アメリカの多くの州では、かつてタイガートラウトの放流プログラムがあった。ウィスコンシン州は1970年代後半にそのプログラムをやめた。タイガートラウトは、唯一五大湖に放流されるだけになった。放流プログラムをやめた後、五大湖で20ポンド以上のタイガートラウトの世界記録が捕らえられた。
ウィスコンシン州には、現在タイガートラウトのための放流プログラムはない。しかしこのハイブリッド種は州内の小川に自然に現れる。小川の水質がここ20年間最も良かったとして、カワマスの個体数は近年跳ね上がった。このように気まぐれな雄のカワマスはブラウントラウトの産卵床の近くで見つかった。そして、おそらくハイブリッド種が占めた。
タイガートラウトは魚食性として知られており、雑魚に対する良い制御となっている。例えばユタ州野生生物資源課などでは、多くの魚の放流プログラムは頻繁に行われている。なぜならタイガートラウトは雑魚の個体数を効果的に抑制できるので、彼らは生殖能力を持たないが故に自身の個体数も同様に厳しくコントロールされることができる。
なお、日本の管理釣り場ではイワナとブラウントラウトの交配した魚も放流されている場所もあるがカワマスとブラウントラウトの交雑種と同様の魚が生まれるために、こちらもタイガートラウトとされる。

## 参考書籍
- （著）杉山秀樹、『タイガートラウト出現！』　1997/12, 無明舎出版, ISBN 978-4895441759